# Euphaedra nigroextensa
Euphaedra nigroextensa är en fjärilsart som beskrevs av Stoneham 1932. Euphaedra nigroextensa ingår i släktet Euphaedra och familjen praktfjärilar. Inga underarter finns listade i Catalogue of Life.